# Gary Kelly
Gary Kelly, född 9 juli 1974 i Drogheda, är en irländsk före detta fotbollsspelare som representerade hela sin spelarkarriär som senior för Leeds United. Han spelade 16 säsonger och sammanlagt över 500 matcher totalt för Leeds United. Kellys position var som högerback alternativt mittfältare. Kelly spelade även 51 landskamper för Irland mellan 1994 och 2003. Han deltog bland annat i VM 1994 och VM 2002.